# František Smolík (odbojář)
František Smolík (29. července 1898 Panské Dubenky – 30. května 1942 Kounicovy koleje) byl československý legionář a odbojář popravený nacisty.

## Život
František Smolík se narodil 29. července 1898 v Panských Dubenkách na Jihlavsku. Vychodil obecnou školu, vyučil se sklářem a žil ve Chvalkově na českobudějovicku. Po vypuknutí první světové války byl v roce 1917 povolán do c. a k. armády a odeslán na Italskou frontu. Dne 19. srpna 1917 padl u Canalle do zajetí. V únoru 1918 se v Padule přihlásil do Československých legií, kam byl přijat 29. března 1918. Bojoval ve střeleckém pluku. Po návratu do Československa armádní službě dále nepokračoval. Přesídlil do Brna, kde žil v dnešní ulici Veslařská.

## Protinacistický odboj
V roce 1942 pomáhal František Smolík podporovat člena výsadku S1/R Františka Ryše. Za to byl zatčen gestapem a vězněn na Kounicových kolejích, kde byl také dne 30. května 1942 popraven zastřelením.